# موبايل ستار

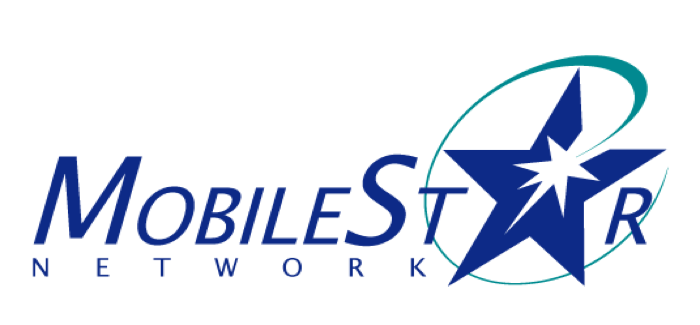
أول شعار لشبكة موبايل ستار

كانت شبكة موبايل ستار (موبايل ستار) مزودًا لخدمات الإنترنت اللاسلكية التي اكتسبت أولاً شهرة في نشر نقاط الوصول إلى الإنترنت عبر الواي - فاي في مقاهي ستاربكس، ومواقع نادي الأميرال الخطوط الجوية الأمريكية في جميع أنحاء الولايات المتحدة، وفي فنادق هيلتون. أسس شركة موبايل ستار مارك غود وجريج جاكسون في عام 1998؛ وكانت أول مزود خدمة إنترنت لاسلكي يضع نقطة اتصال واي فاي في مطار أو فندق أو مقهى. كانت القيمة الأساسية لشركة موبايل ستار هي توفير اتصال لاسلكي واسع النطاق للمسافر بغرض العمل في جميع الأماكن التي من المحتمل أن (ينام فيها أو يأكل أو يتحرك أو يجتمع). كان مؤسس موبايل ستار مارك غود أول من صاغ التعبير المعيار القياسي الآن «نقطة فعالة»، كمرجع إلى موقع مجهز بنقطة وصول لاسلكية 802.11.

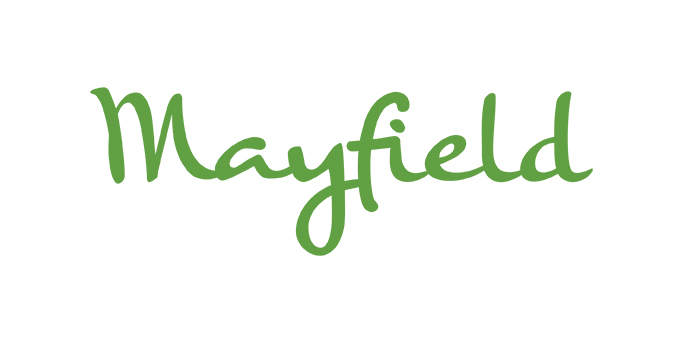
صندوق مايفيلد ، سان خوسيه، كاليفورنيا

بداية توفير التمويل لموبايل ستار كان من قبل غريغ جاكسون. تم حل شبكة الاتصالات المحلية العامة ككيان سابق، ونقلت الملكية الفكرية إلى شبكة موبايل ستار. تم الحصول على أموال من مستثمرين ذوي قيمة عالية، ومستثمرين من الشركات بما فيهم بروكسيم وكومديسكو، ومستثمرين مؤسسيين من نيويورك من خلال جولة التمويل في الفئة (أ). ومن بين المستثمرين من الفئة (ب)، الذين استثمروا 38 مليون دولار، شملت صندوق مايفيلد وخطط مشاريع.
استخدمت عمليات النشر الأولية لموبايل ستار منتجًا للتنقل بالتردد الذي قام بإيراده بروكسيم. كما ورد في مجلة الهندسة الإلكترونية تايمز (EE Times)، «في خطوة تمثل أول استخدام لتكنولوجيا الشبكة المحلية اللاسلكية غير المرخصة في المجالات العلمية والطبية والصناعية (ISM) لتطوير وصول شبكة الإنترنت على مستوى البلاد، تعاونت مع شبكة موبايل ستار والتي مقرها دالاس، لربط شبكة المناطق المحلية اللاسلكية غير المرخصة بتردد 2.4 جيجا هيرتز بشبكة محلية من نقاط الوصول إلى الإنترنت». ومع ذلك، بعد اعتماد معهد مهندسي الكهرباء معيار 802.11b، حولت موبايل ستار البنية التحتية لشبكتها إلى معيار الصناعة 802.11b. تم تصنيع البنية التحتية الأولية وتمويلها بواسطة سيسكو.
واجه مؤسّسا موبايل ستار تحديات كثيرة في تطوير الشركة وتطوير معايير التكنولوجيا، ونماذج أعمال السيولة ولم يتوفر لهم نظام فوترة قياسي للأعمال، ودارت أسئلة حول القيمة التنافسية لاتفاقية ترخيص موقع بدلاً من الطيف المرخص. مع مرور الوقت تم معالجة كل من هذه القضايا والاتفاق مع ستاربكس في أواخر عام 2000. دخلت الخطوط الأمريكية اتفاقية مع موبايل ستار كما فعلت فنادق هيلتون. نظرًا لأن المزيد من بائعي أجهزة الكمبيوتر المحمول شملوا الاتصال اللاسلكي المدمج 802.11 داخل أجهزة الكمبيوتر المحمولة الخاصة بهم أتوا المستخدمون بتوقع اتصال النطاق العريض في مساكنهم وأماكن العمل، وفي الأماكن العامة مثل المطارات والمقاهي والفنادق. توسّع الترخيص المجاني للاتصال واسع النطاق بعد ظهور الآيفون سنة 2007 والتحقق من صحة فرضية أن { الطيف} الخالي من الترخيص يمكن أن يفتح مجالًا كبيرًا من التوصيلية بتكلفة أقل بكثير من {الطيف} المرخص.
كان ارتفاع الاتصالات الصوتية عبر بروتوكول الإنترنت الذي يعمل على الطيف بتردد 2.4 ميجاهرتز عبر معيار 802.11 مؤشراً آخر على قدرة الاتصالات اللاسلكية عريضة النطاق في كل مكان ومنخفضة التكلفة.
كان انهيار شبكة موبايل ستار سنة 2001 كانت على الأقل نتيجة لعاملين مهمين: انهيار أسواق الأسهم في منتصف عام 2001 وأحداث 11 سبتمبر.
بينما قدم مستثمرين موبايل ستار قرضاً ضمن إطار زمني أقصاه منتصف عام 2001، إلا أن الهجمات الإرهابية في نيويورك وواشنطن سببت انخفاضاً شديداً في رحلات العمل. لم يتمكن المستثمرون في موبايل ستار من الاستمرار في تمويل الأعمال، كما كان المستثمرون الجدد متشائمين حول الاستثمار في شركة تركّز على خدمة السوق التي انهارت مؤخراً.
توقف تشغيل شبكة موبايل ستار في أكتوبر 2001 ولكن تم شراء عقودها المفلسة من قبل شركة Voicestream Wireless وبحلول فبراير 2002 كانت تعمل كـ T-Mobile Broadband. كان T-Mobile Broadband هو الجزء الأول من VoiceStream الذي تم تغيير اسمه إلى T-Mobile. تم إطلاقه رسميًا باسم T-Mobile HotSpot في أغسطس 2002. ولا يزال العديد من موظفي MobileStar Network الأصليين يعملون في T-Mobile Hotspot وكانوا مسؤولين عن توسعها.